# 프랑스 국립문서보관소

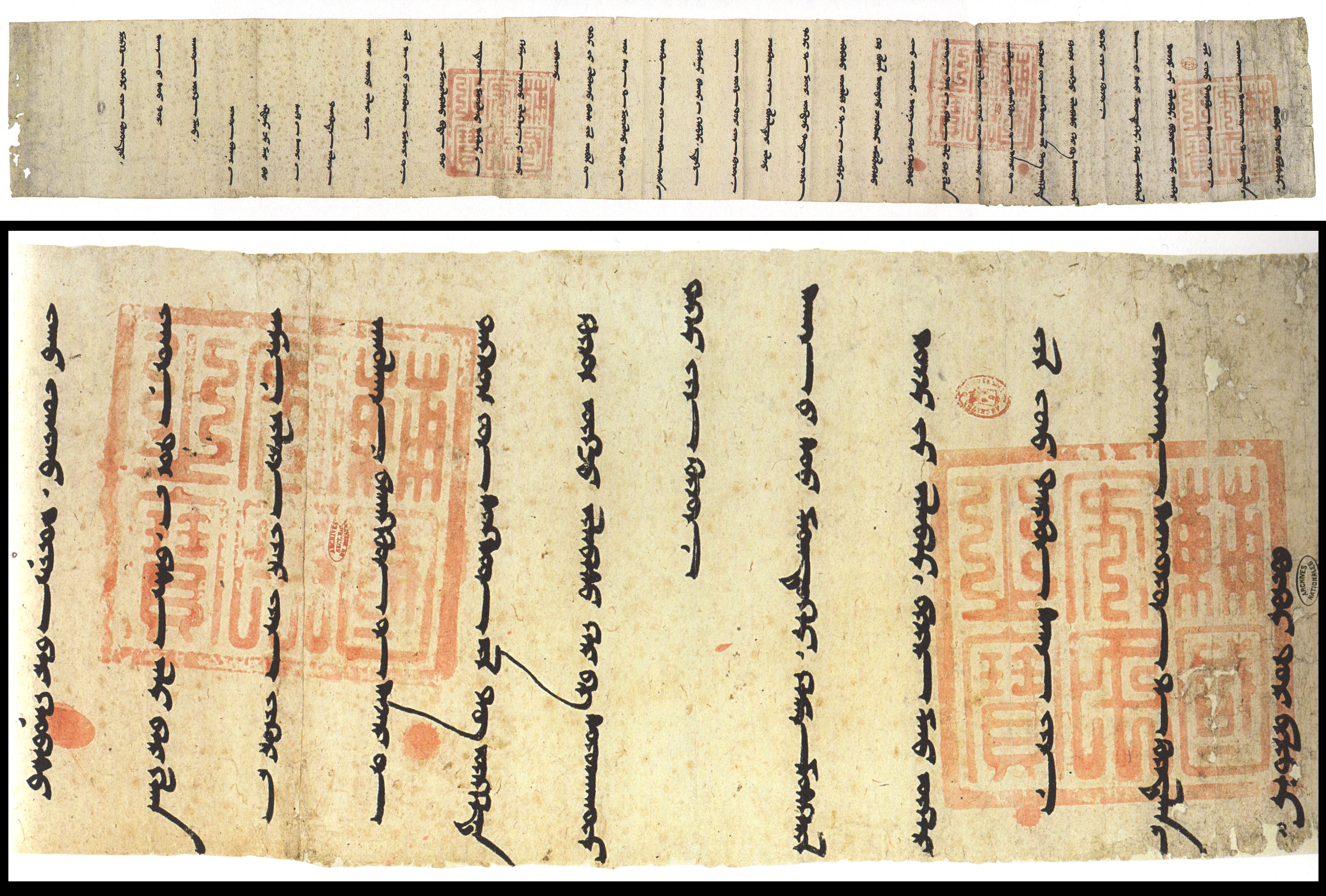
1289년에 아르군 칸이 필리프 4세에게 보낸 편지. 위구르 문자로 쓰여 있으며, 서두의 상세 부분이 보인다. 이 편지는 부스카렐 디 지졸페가 프랑스 국왕에게 전달했다. 인장은 한자로 "국가를 보존하고 백성에게 평화를 전하는 인장"이라고 쓰인 대칸의 인장이다. 종이는 한국에서 제조된 것이다. 182x25 cm. 프랑스 국립문서보관소.

프랑스 국립문서보관소(프랑스어 발음: [aʁʃiv nɑsjɔnal]; 약어 AN; 영어: National Archives)는 프랑스의 국립문서보관소이다. 이곳은 프랑스 국방부와 프랑스 유럽외교부의 기록물을 제외한 프랑스 국가의 아카이브를 보존하는데, 이 두 부처는 각각 국방 역사국 (SHD)과 Diplomatic Archives 라는 자체 기록물 보관 서비스를 운영하고 있기 때문이다. 프랑스 국립문서보관소는 또한 프랑스 혁명 당시 압수된 일드프랑스의 지방 세속 및 종교 기관(파리의 지방 왕실 법원, 교외의 아바티아, 수도원 등)의 기록물과 5세기 동안 파리 공증인들이 생산한 기록물, 그리고 저명한 귀족 가문, 산업가 및 역사적 인물들이 국립문서보관소에 기증하거나 보관을 맡긴 많은 개인 기록물도 보관하고 있다.
프랑스 국립문서보관소는 세계에서 가장 크고 오래된 기록물 소장처 중 하나이다. 2022년 현재, 625년부터 현재까지의 실물 기록물(점유된 선반의 총 길이) 383 km와 2020년 기준으로 74.75 테라바이트 (74,750 기가바이트)의 전자 기록물을 보관하고 있다.
이 방대한 양의 문서들을 처리하기 위해 국립문서보관소는 현재 파리 광역권 내 두 곳의 시설에서 운영되고 있다: 파리 중심부(중세 마레 지구)에 위치한 국립문서보관소의 역사적인 건물은 프랑스 혁명 이전의 프랑스 국가의 실물 기록물과 모든 시대의 파리 공증인 기록물을 보관하고 있으며, 2013년에 개관한 파리 북부 교외의 피에르피트쉬르센에 있는 새로운 건물은 프랑스 혁명 이후의 프랑스 국가의 모든 실물 기록물과 모든 시대의 개인 기록물을 보관하고 있다.
두 자매 기관인 해외국립문서보관소 (ANOM)와 National Archives of the World of Labour (ANMT)는 각각 엑상프로방스와 루베에 위치해 있다. 이들은 국립문서보관소와는 별도로 관리된다.

## 역사
프랑스 국립문서보관소는 프랑스 혁명 전까지 시테섬의 옛 카페 왕조의 왕궁에 보관되었던 프랑스 왕실의 기록물인 헌장 재무부("Trésor des chartes")의 후계 기관이다. 비록 헌장 재무부는 현재의 국립문서보관소보다 범위가 제한적이었는데, 프랑스 국왕의 왕실 영지에 대한 권리를 확립하는 데 사용되었던 프랑스 왕실의 소유권 부동산 양도문서와 법적 기록만을 포함했기 때문이다. 헌장 재무부는 오늘날에도 국립문서보관소 소장품 중 가장 유명한 기록물 시리즈 중 하나를 형성하고 있다.
프랑스 국립문서보관소는 프랑스 혁명 당시인 1790년에 설립되었다. 1794년의 국가 법령은 혁명가들에 의해 압수된 모든 프랑스 혁명 이전의 개인 및 공공 기록물을 중앙 집중화하는 것을 의무화했고, 1796년에 통과된 법률은 파리의 국립문서보관소의 부담을 줄이기 위해 프랑스의 데파르트망에 데파르트망 문서보관소(archives départementales)를 설립하여 오늘날 우리가 아는 프랑스 기록물 수집의 기초를 마련했다. 1800년에 국립문서보관소는 프랑스 국가의 자율 기관이 되었다.

## 프랑스 기록물
프랑스 국립문서보관소는 문화부 산하 프랑스 기록물 관리국(Service interministériel des Archives de France)의 권한 아래 있다. 프랑스 기록물 관리국은 또한 프랑스의 100개 데파르트망과 파리 시의 주청에 위치한 101개의 데파르트망 기록물 보관소와 다양한 다른 지방(시립) 기록물 보관소, 그리고 12개의 더 최근의 지역 기록물 보관소(지방의회와 그 기관들의 기록물 보관)를 관리한다. 데파르트망 및 지방 기록물 보관소는 분권화된 프랑스 국가 지부의 모든 기록물과 프랑스 혁명 이전에 혁명가들에게 압수된 모든 지방 기관(의회, 특허 도시, 아바티아, 교회)의 기록물을 포함한다.
국립문서보관소와 그 자매 기관인 엑상프로방스의 해외국립문서보관소 (ANOM)와 루베의 National Archives of the World of Labour (ANMT)가 보관하는 실물 기록물 459 km와 전자 기록물 74.75 테라바이트 외에도(2020년 말 기준, 엄밀히 말하면 국립문서보관소는 373km와 74.75TB, ANOM과 ANMT는 86km), 2020년 말에는 지역, 데파르트망 및 지방 기록물 보관소에 실물 기록물 3591 km와 전자 기록물 225.25 테라바이트가 보관되어 있었는데, 특히 계보학자들이 사용하는 교회 기록물과 민법 공증인 기록물이 여기에 포함된다.
프랑스 국방부의 기록물(국방 역사국, 약 450 km의 실물 기록물)과 프랑스 유럽외교부의 기록물(Diplomatic Archives , 약 120 km의 실물 기록물)은 해당 부처에서 별도로 관리하며 프랑스 기록물 관리국의 관할이 아니다.

## 소장품

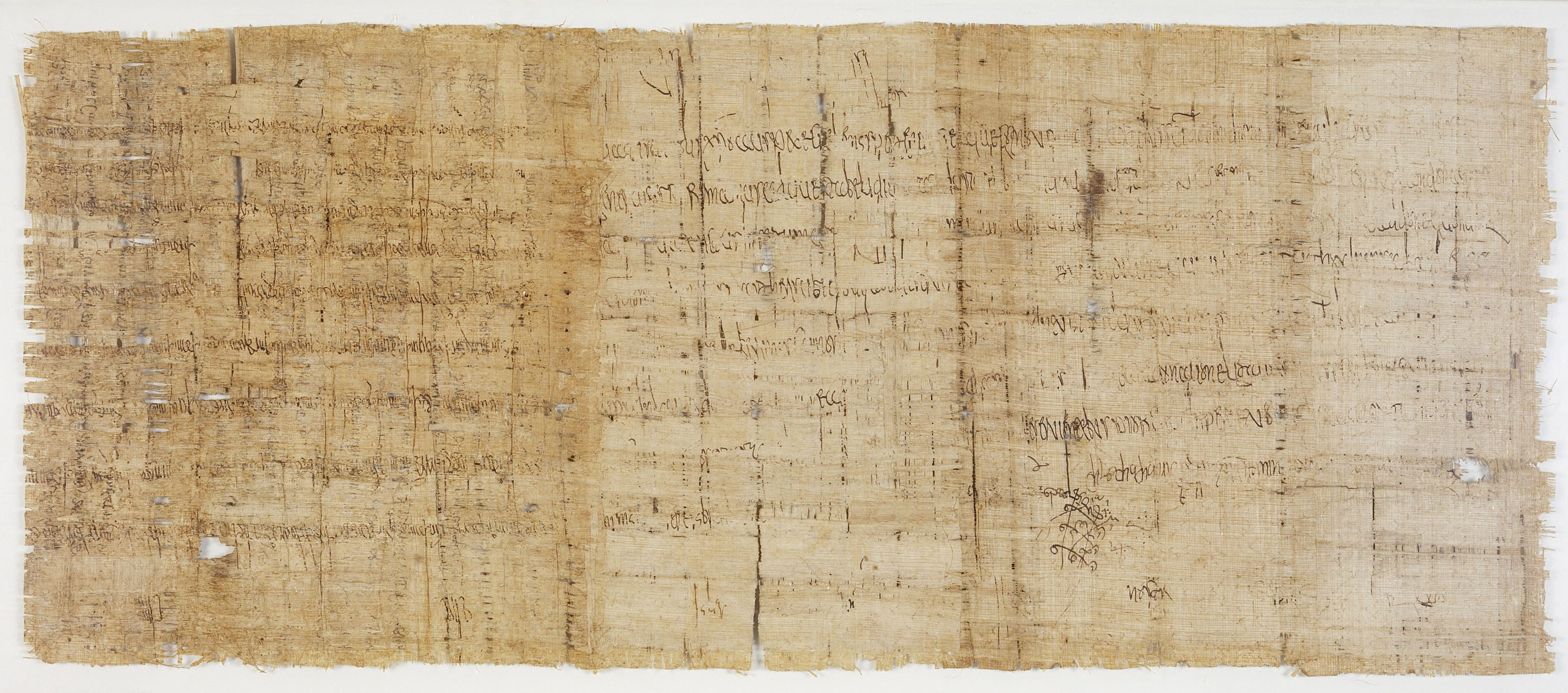
국립문서보관소에 온전히 보존된 가장 오래된 기록: 625년 6월 14일(또는 7월 1일) 에트르파니의 왕실 빌라에서 작성된 파피루스. 클로타리우스 2세 국왕이 바도(Baddo)의 아들인 위르 일루스트리스 다고베르(Dagobert)가 이전에 생드니 왕립 아바티아에 파리 시의 토지를 증여한 것을 확인한다.

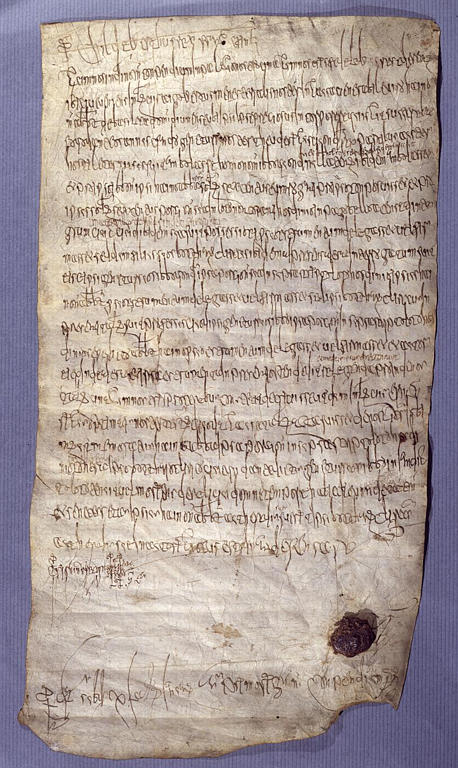
695년 12월 23일 콩피에뉴 왕실 빌라에서 작성된 양피지. 킬데베르투스 4세 국왕이 오당크레베크 토지가 생드니 왕립 아바티아에 속한다고 판결한다.

프랑스 국립문서보관소는 세계에서 가장 크고 중요한 기록물 소장처 중 하나이다. 2022년 현재, 국립문서보관소는 실물 기록물(점유된 선반의 총 길이) 383 km와 2020년 기준으로 74.75 테라바이트(74,750 기가바이트)의 전자 기록물을 보유하고 있으며, 매년 엄청난 양의 문서가 증가하고 있다(코로나19 봉쇄에도 불구하고 2020년에 3.1km의 실물 기록물과 4.7테라바이트의 전자 기록물이 국립문서보관소에 유입되었다).
프랑스 혁명으로 인해 국립문서보관소에 보관된 프랑스 혁명 이전 기록물은 단순히 중앙 정부의 기록물뿐만 아니라 파리 주변의 아바티아(예: 생드니 왕립 아바티아)의 모든 기록물, 파리 교회의 기록물, 중세 파리 시청의 기록물과 같은 파리 지역의 많은 지역 기록물도 포함한다. 따라서 국립문서보관소는 1790년 이후의 기록물에 대해서는 프랑스 중앙 정부의 기록물 보관소 역할을 하지만, 1790년 이전 기록물에 대해서는 중앙 정부 기록물 보관소와 파리 및 그 지역의 지방 기록물 보관소 역할을 동시에 수행한다. 그러나 국립문서보관소는 파리의 1790년 이전 교회 기록물(세례, 혼인, 매장)은 보관하지 않는다. 이 기록물들은 파리 시립 기록물 보관소(16세기부터 프랑스 혁명까지의 원본 시리즈)와 팔레 드 쥐스티스(1700년부터 프랑스 혁명까지의 복제 등록부)에 보관되었으며, 1871년 5월 파리 코뮌 말기에 극단주의자들이 방화하여 시립 기록물 보관소와 팔레 드 쥐스티스의 상당 부분이 완전히 파괴되었다.
국립문서보관소에 보관된 가장 오래된 원본 기록은 프랑스 혁명 당시 압수된 생드니 왕립 아바티아 기록물에서 나온 것으로, 서력 기원 625년에 작성된 파피루스이다. 이 파피루스는 클로타리우스 2세 국왕이 위르 일루스트리스 바도(Baddo)의 아들 다고베르(Dagobert)가 이전에 생드니 왕립 아바티아에 파리 시의 토지를 증여한 것을 확인하는 내용이다. 이 헌장은 국립문서보관소가 보관하고 있는 가장 오래된 원본 문서이지만, 국립문서보관소는 6세기 이전 기록물의 중세 복사본을 소유하고 있다(원본은 아님). 국립문서보관소는 또한 619년 또는 620년(불확실한 날짜)의 원본 파피루스 기록물 조각을 소유하고 있는데, 이는 아마도 생드니 대성당에 대한 개인 기부일 가능성이 높지만, 625년 헌장이 온전히 보존된 가장 오래된 문서이다.
프랑스 국립문서보관소는 제1천년기의 진본 원본 기록물 211점을 소장하고 있다(후대 사본 및 위조품은 제외). 가장 오래된 메로베우스 왕조 기록물은 모두 이집트에서 수입된 파피루스에 기록되었는데, 이는 로마 관습의 연장선상에 있다. 양피지에 기록된 기록물은 670년 이후 남부 지중해에 대한 무슬림 정복으로 인해 등장하며, 몇십 년 안에 파피루스 기록물을 완전히 대체한다.
국립문서보관소가 소장한 서기 1000년 이전의 진본 원본 기록물 211점의 세부 정보:
| 연도    | 진본 기록물 수 | 비고                                                                                |
| ------- | -------------- | ----------------------------------------------------------------------------------- |
| 600-649 | 9              | 가장 오래된 기록: 625년(619/620년 이전 기록의 조각도 있음). 모두 파피루스에 기록됨. |
| 650-699 | 27             | 파피루스에 8점, 양피지에 19점 기록됨.                                               |
| 700-749 | 10             | 모두 양피지에 기록됨.                                                               |
| 750-799 | 40             | 양피지에 38점, 파피루스에 2점 기록됨.                                               |
| 800-849 | 50             | 모두 양피지에 기록됨.                                                               |
| 850-899 | 51             | 양피지에 49점, 파피루스에 2점 기록됨.                                               |
| 900-949 | 12             | 모두 양피지에 기록됨.                                                               |
| 950-999 | 12             | 모두 양피지에 기록됨.                                                               |

총 47점의 메로베우스 왕조(751년에 종료) 시대 원본 기록물을 소장하고 있다. 또한 피피누스 3세 브레비스(751–768) 재위 기간의 원본 기록 5점, 카롤루스 대제(768-814) 재위 기간의 31점, 루도비쿠스 1세 피우스(814-840) 재위 기간의 28점, 카롤루스 2세 칼부스(840-877) 재위 기간의 69점, 위그 카페(987–996) 재위 기간의 4점, 로베르 2세(996–1031) 재위 기간의 21점을 소장하고 있으며, 로베르 2세 이후에는 원본 기록물의 수가 급증하여 예를 들어 필리프 2세(1180–1223) 재위 기간의 1,000점 이상, 성 루이(1226–1270) 재위 기간의 수천 점의 원본 기록물을 소장하고 있다.
프랑스 국립문서보관소는 또한 1789년 작성된 인간과 시민의 권리선언의 원본 초안을 소장하고 있다. 이 선언은 프랑스 혁명의 핵심 가치를 담고 있으며, 유럽과 전 세계에서 개인의 자유와 민주주의에 대한 대중적 개념 발전에 큰 영향을 미쳤다. 역사적 중요성을 인정받아 2003년 유네스코의 세계기록유산 프로그램 등재되었다.

## 시설
프랑스 국립문서보관소에 보관된 방대한 양의 문서와 기록물로 인해, 이들은 두 곳의 시설로 나뉘어 있다. 하나는 파리의 역사적인 중심부에, 다른 하나는 파리 북부 교외 피에르피트쉬르센에(2013년 개관) 위치해 있으며, 원본 문서가 파괴될 경우를 대비한 백업 역할을 하는 마이크로폼 센터가 가르주의 생질 (가르주) 샤토 데스페이란에 있다. 파리 광역권의 세 번째 시설인 퐁텐블로는 2016년에 폐쇄되었고 그 내용은 피에르피트쉬르센으로 옮겨졌다.

### 파리

파리 마레 지구에 있는 프랑스 국립문서보관소의 역사적 건물 단지

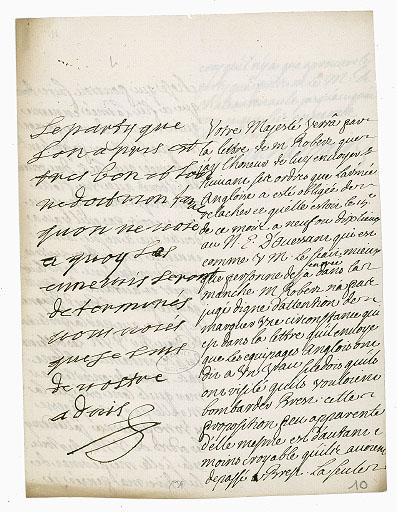
국립문서보관소 파리 역사 건물에 보관된 루이 14세 국왕의 친필. 1706년 7월 20일 제롬 펠리포 퐁샤르트랭 백작, 프랑스 해군 국무장관이 루이 14세에게 보낸 편지의 첫 페이지. 그는 영국 함대가 웨상에 접근 중이며 브레스트를 폭격할 수도 있다고 설명한다. 왼쪽 여백에 67세의 국왕은 직접 답장을 썼다: "Le party que l'on a pris est très bon et l'on ne doit rien faire qu'on ne voie à quoy les ennemis seront déterminés. Vous voiés que je suis de vostre advis. L" 이는 "취해진 결정은 매우 좋고, 적의 의도를 확인하기 전에는 아무것도 해서는 안 된다. 보시다시피 나는 당신의 의견에 동의한다. L"을 의미한다.

프랑스 국립문서보관소는 1808년부터 파리 중심부 마레 지구에 위치한 오텔 드 수비즈와 오텔 드 로앙 (파리)을 포함한 건물 단지에 자리 잡고 있다.
2013년 피에르피트쉬르센 시설이 개관된 이후, 파리 역사 시설은 프랑스 혁명 이전의 문서와 기록물, 그리고 15세기부터 20세기 초까지의 파리 모든 민법 공증인들의 기록물인 파리 중앙 공증인 문서(Minutier central)만을 보관한다. 1867년부터는 국립문서보관소 박물관도 이곳에 자리 잡았다.
2004년에 프랑스 국립문서보관소 파리 지점은 98.3 km의 실물 기록물을 보관하고 있었다: 프랑스 혁명 이전 기록물 15 km; 1790년부터 1958년까지의 프랑스 중앙 정부 기록물 52 km; 파리 공증인 기록물(Minutier central) 20 km; 특히 프랑스 혁명 당시 압수된 귀족 가문 기록물과 같은 개인 기록물 5.8 km; 서적 4.5 km; 그리고 마지막으로 고대 지도와 계획도 1 km.
2012-2013년에 1790년부터 20세기까지의 모든 기록물, 지도 및 계획도, 그리고 모든 시대의 모든 개인 기록물이 새로운 피에르피트쉬르센 시설로 옮겨졌으며, 그 결과 파리 역사 시설에 보관된 기록물 양은 실물 기록물 45.8 km로 줄어들었다(2015년 말 기준).
50km 이상의 기록물이 이전되면서 확보된 공간은 국립문서보관소가 파리 공증인 기록물, 특히 아직 수집되지 않았던 19세기 후반 및 20세기 초반 기록물을 다시 수집할 수 있게 했다. 2022년 기준으로 국립문서보관소에 보관된 파리 공증인 기록물 중앙 보관소(Minutier central)는 23.8 km의 선반을 채우고 있으며, 1460년대부터 20세기 상반기까지의 공증인 기록 2천만 건을 대표한다.

### 피에르피트쉬르센

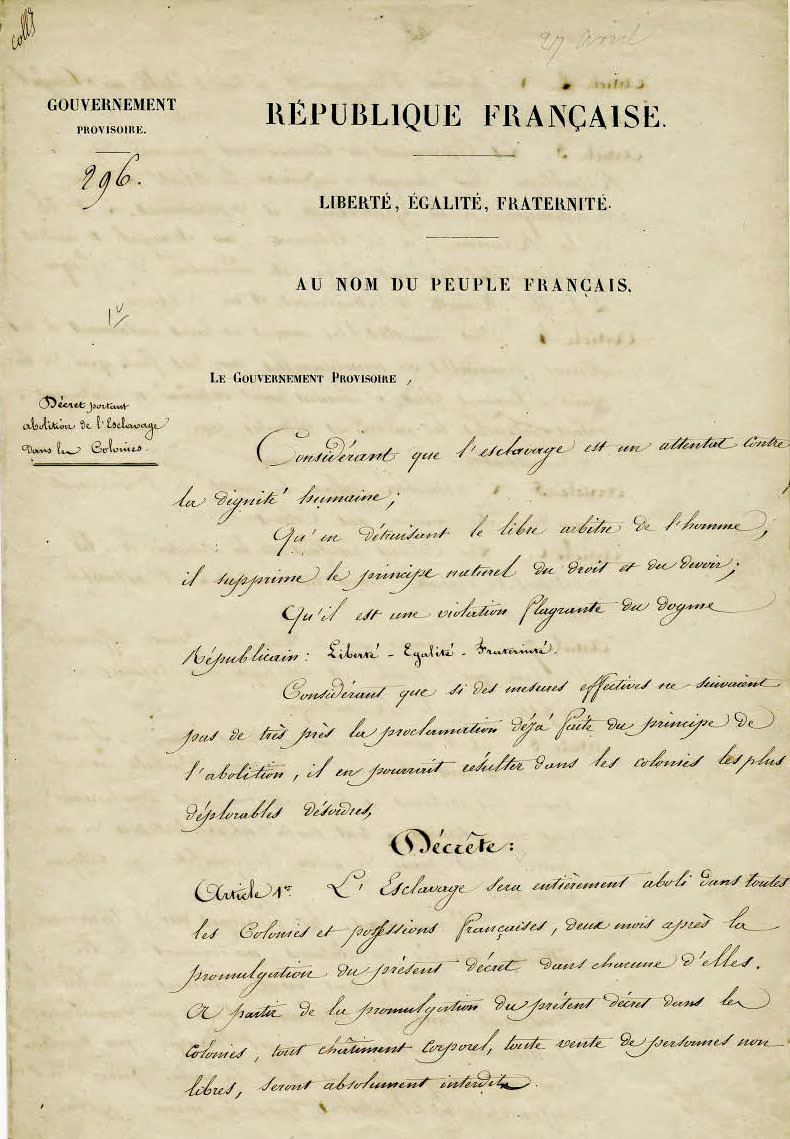
1848년 4월 27일 프랑스 식민지에서 노예제를 폐지하는 정부 법령의 첫 페이지, 국립문서보관소 피에르피트 새 시설에 보관되어 있다.

파리 북부 교외의 피에르피트쉬르센에 새로운 국립문서보관소 센터를 건설하기로 2004년에 결정되었는데, 이는 파리의 국립문서보관소 역사 건물과 비교적 새로운 퐁텐블로 건물의 부담을 덜기 위함이었다. 이탈리아인 건축가 마시밀리아노 푹사스가 설계했으며, 2013년 1월에 대중에 개방되었다. 이곳은 380 km의 선반을 수용할 수 있는 세계 최대 규모의 보관 시설 중 하나로, 국립문서보관소의 주요 시설이 될 예정이었다.
2012-2013년에는 파리 역사 시설에서 50 km 이상의 기록물과 퐁텐블로 신규 시설에서 150 km의 기록물이 피에르피트 새 시설로 옮겨졌다. 2015년 말까지 피에르피트 시설은 219.5 km의 기록물을 보관하고 있었다. 2014년 구조적 문제 발견 후 2016년 퐁텐블로 시설을 영구 폐쇄하기로 결정하면서 퐁텐블로에 남아있던 모든 기록물을 피에르피트 시설로 이전하게 되었고, 이 이전 작업은 2022년에 완료될 예정이었다. 이로 인해 피에르피트 시설은 원래 예상보다 훨씬 빠른 시기에 최대 수용량에 근접하여 300 km 이상의 실물 기록물을 보관하게 될 것이다. 그 결과 국립문서보관소는 피에르피트 시설에 새로운 저장 공간(100km의 선반) 건설을 시작했으며, 이는 2026년까지 피에르피트 시설의 총 수용량을 480 km의 선반 공간으로 확장할 것이다.
피에르피트쉬르센에 위치한 국립문서보관소는 1790년 이후 프랑스 중앙 정부의 모든 기록물(프랑스 국방부와 프랑스 유럽외교부의 기록물은 제외하며, 이들 부처는 각각 국방 역사국과 Diplomatic Archives 라는 자체 기록물 기관을 가지고 있다)과 프랑스 혁명 당시 압수되었거나 그 이후 국립문서보관소에 기탁된 모든 시대의 개인 기록물(귀족 가문, 산업가, 주요 역사적 인물 등의 기록물)을 보관한다. 피에르피트 시설은 개관 이후 30년 동안 매년 중앙 정부로부터 새로운 기록물을 받게 될 것이다.

### 퐁텐블로
현대 기록물 센터(Centre des archives contemporaines 또는 CAC)는 원래 기관 간 기록물 도시로 설립되어 1969년 퐁텐블로에 개관했다. 이곳은 1958년 프랑스 제5공화국 설립 이후 프랑스 중앙 정부가 생산한 문서를 보관하는 곳이었다. 2006년에는 193 km의 실물 기록물을 보관하고 있었다. 퐁텐블로 시설은 또한 국립문서보관소가 수집한 전자 기록물과 국립문서보관소에 보관된 오디오 및 비디오 파일도 보관했다.
국립문서보관소의 새로운 피에르피트쉬르센 시설이 건설되면서, 퐁텐블로에 보관된 기록물의 대부분을 피에르피트로 이전하고, 퐁텐블로에는 전자 기록물, 오디오 및 비디오 파일, 그리고 귀화 기록이나 공무원 경력 파일과 같은 특정 개인과 관련된 일부 실물 기록물 시리즈만 보관하기로 결정했으며, 이는 약 60 km의 선반 공간에 해당한다.
2014년 퐁텐블로 시설 건물에 구조적 문제가 발견된 후, 2016년에 퐁텐블로 시설을 영구 폐쇄하고 그곳에 보관된 모든 나머지 실물 기록물을 국립문서보관소 피에르피트 시설로 이전하기로 결정했다. 70km 이상의 기록물을 피에르피트로 이전하는 작업은 2022년까지 완료될 예정이었다.

### 에스페이란
국립마이크로필름센터(Centre national du microfilm)는 1973년 가르주의 생질 (가르주)에 있는 샤토 데스페이란에서 개관했다. 이 센터는 원본 문서가 파괴될 경우를 대비하여 다른 국가 및 데파르트망 기록물 센터에 보관된 문서의 원본 마이크로폼을 보관한다. 이 센터는 약 6,100만 건의 원본 문서 뷰를 보관하고 있다.

## 자매 기관

### 해외국립문서보관소 (ANOM)
해외국립문서보관소(Archives nationales d'outre-mer 또는 ANOM)는 원래 해외 기록물 센터(Centre des archives d'outre-mer)로, 1966년 엑상프로방스에 개관했다. 이곳은 1960년대까지 프랑스 식민지 제국과 알제리를 담당했던 부처(예: 해외 프랑스부)의 기록물과 1954년부터 1962년 사이에 프랑스 식민지 및 알제리가 독립할 때 이전된 기록물을 보관한다. ANOM은 또한 옛 프랑스 식민지 및 알제리와 관련된 개인 및 기업 기록물도 소장하고 있다. 총 36.5 km의 기록물을 보관하며 17세기부터 20세기까지의 기록으로, 5개 대륙에 걸쳐 40개 이상의 현재 독립 국가를 다루고 있다. 참고로 튀니지와 모로코는 식민지가 아닌 보호령이었으므로, 이와 관련된 기록물은 외교부의 외교 기록물 보관소에 보관되어 있다.
이 36.5km의 기록물 외에도, ANOM은 17세기부터의 지도 및 계획도 6만 점, 사진 15만 점, 엽서 2만 점, 서적 10만 점을 소장하고 있다.

### 노동계 국립문서보관소 (ANMT)
노동계 국립문서보관소(Archives nationales du monde du travail 또는 ANMT)는 원래 노동계 기록물 센터(Centre des archives du monde du travail)로, 1993년 루베에 개관했다. 이곳은 기업, 노동조합, 협회 및 법인, 그리고 건축가의 기록물을 보관한다. 총 49.8 km의 기록물(2020년 기준)을 포함한다. ANMT의 대부분의 기록물은 개인 기록물이다.

## 같이 보기
- 아르시브 거리

### 인용
1. ↑  Grands Documents de l'Histoire de France, Archives Nationales de France, p.38, 2007.
2. 1 2 3  “Activité des services d'archives en France : données 2020 - Conservation et restauration”. 《francearchives.fr》. 2022년 6월 16일에 원본 문서 (ODS)에서 보존된 문서. 2022년 4월 30일에 확인함.
3. ↑  Court of Audit (France) (November 2016). “Les Archives nationales - Les voies et moyens d'une nouvelle ambition” (PDF). 14쪽. 2022년 5월 12일에 확인함.
4. 1 2 3  “Accueil”.
5. 1 2  Atelier de Recherches sur les Textes Médiévaux (ARTEM), 로렌 대학교 (2010년 6월 10일). “Chartes originales antérieures à 1121 conservées en France”. 2022년 5월 12일에 확인함.
6. ↑  로랑 모르엘. “Une royauté par éclats et lambeaux : les papyrus mérovingiens des Archives nationales” (PDF). 고등연구실습원. 2022년 5월 12일에 확인함.
7. ↑  앙리 피렌 (June 1928). 《Le commerce du papyrus dans la Gaule mérovingienne》. 《Comptes rendus des séances de l'Académie des Inscriptions et Belles-Lettres》 72. 178–191쪽.
8. ↑  Archives nationales. “Cartons des rois - Inventaire des actes produits entre la fin du VIe siècle et 986”. 2022년 5월 12일에 확인함.
9. ↑  Archives nationales. “« Monuments historiques » - Titre I : Cartons des rois - Inventaire analytique de K 1 à 164”. 2022년 5월 12일에 확인함.
10. ↑  “Original Declaration of the Rights of Man and of the Citizen (1789 1791)”. UNESCO Memory of the World Programme. 2009년 2월 27일. 2010년 1월 20일에 원본 문서에서 보존된 문서. 2009년 12월 10일에 확인함.
11. 1 2 3  “Rapport d'activité 2011-2012” (PDF). 《www.siv.archives-nationales.culture.gouv.fr》. 16쪽. 2022년 5월 13일에 확인함.
12. 1 2  Court of Audit (France) (November 2016). “Les Archives nationales - Les voies et moyens d'une nouvelle ambition” (PDF). 36쪽. 2022년 5월 12일에 확인함.
13. ↑  “Chantiers d'inventaires du Minutier central des notaires de Paris”. 《www.siv.archives-nationales.culture.gouv.fr》. 2022년 5월 12일에 확인함.
14. 1 2  “Livret de présentation du site” (PDF). Archives nationales. 6쪽. 2022년 5월 13일에 확인함.
15. 1 2  “Archives nationales - Site de Pierrefitte-sur-Seine”. 《www.lejournaldesarts.fr》. 2021. 2022년 5월 13일에 확인함.
16. ↑  “Rapport d'activité 2020”. 《www.siv.archives-nationales.culture.gouv.fr》. 45쪽. 2022년 5월 13일에 확인함.
17. ↑  프랑수아즈 바나트-베르제 (2019). 《Les Archives nationales : une institution en profonde mutation》. 《Histoire@Politique》 39 (파리 정치 대학). 144–162쪽. doi:10.4000/histoirepolitique.3409.

### 참고 문헌
- Favier, Lucie, 2004. La mémoire de l'État: histoire des Archives nationales. Paris: Fayard. ISBN 2-213-61758-9.
- Claire Béchu (dir.), Les Archives nationales, des lieux pour l'histoire de France: bicentenaire d'une installation (1808–2008), Paris, Somogy & Archives nationales, 2008, 384 p. (ISBN 978-2-7572-0187-9)
- Philippe Béchu & Christian Taillard, Les Hôtels de Soubise et de Rohan, Paris, Somogy, 2004, 488 p. (ISBN 2-85056-796-5)
- Miller, David C.(2019) "Armand-Gaston Camus: Catholic Scholar, Revolutionary, and Founder of the National Archives of France." Catholic Library World (December) 90, no.2